# تشاريل تشابويس
تشاريل تشابويس (12 يناير 1992 بكلوتن في سويسرا - ) هو لاعب كرة قدم سويسري في مركز الوسط. شارك مع منتخب سويسرا تحت 16 سنة لكرة القدم ‏ ومنتخب سويسرا تحت 17 سنة لكرة القدم ومنتخب سويسرا تحت 19 سنة لكرة القدم ومنتخب تايلاند تحت 23 سنة لكرة القدم ومنتخب تايلاند لكرة القدم. أما مع النوادي، فقد لعب مع نادي بوريرام يونايتد ونادي غراسهوبر زيوريخ ونادي لوغانو ونادي لوكارنو وSuphanburi F.C. ‏.

## وصلات خارجية
- تشاريل تشابويس على موقع الاتحاد الدولي (مؤرشف)  (الإنجليزية)
- تشاريل تشابويس على موقع قاعدة بيانات كرة القدم.إي يو (الإنجليزية)
- تشاريل تشابويس على موقع ناشيونال فوتبول تيمز (الإنجليزية)
- تشاريل تشابويس على موقع Soccerway.com (الإنجليزية)
- تشاريل تشابويس على موقع عالم كرة القدم.نت (الإنجليزية)